# Scamorza

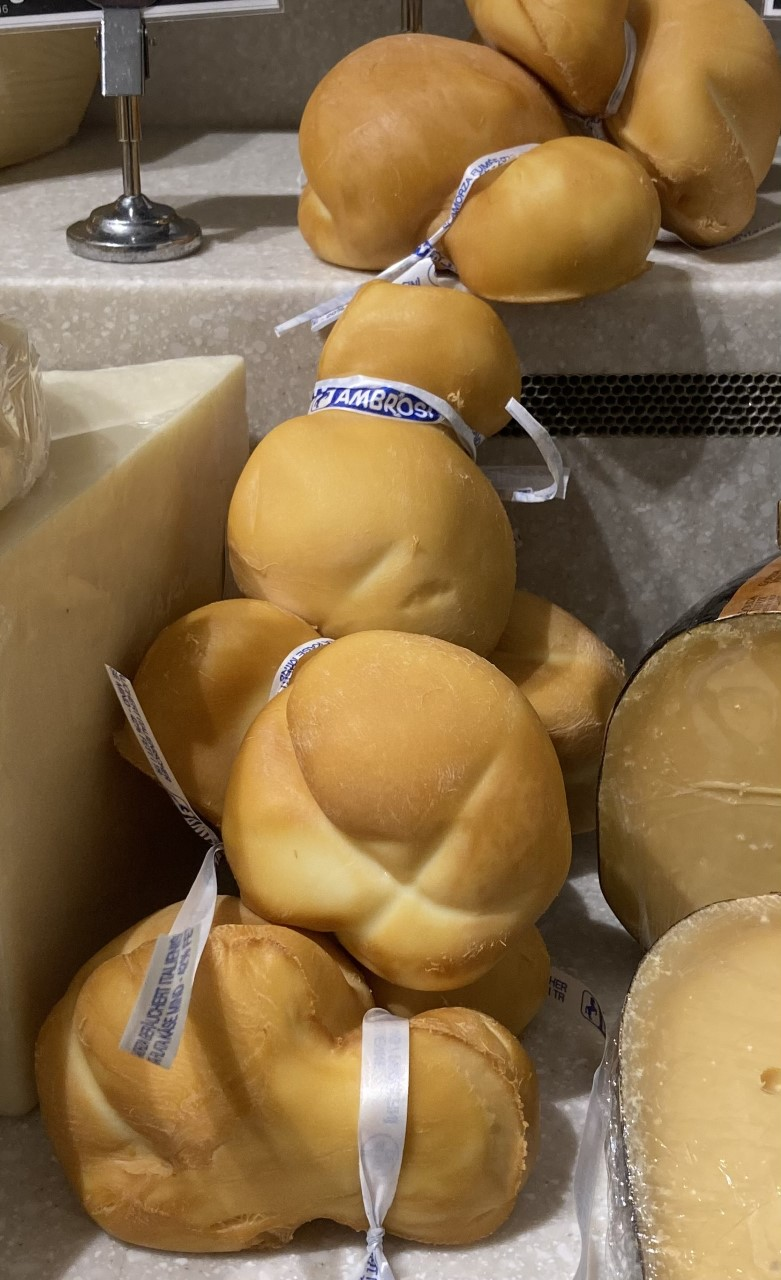
Scamorza

Scamorza is een Italiaanse peervormige kaas van volle koemelk. Deze kaas wordt voornamelijk in het zuiden van Italië geproduceerd, natuur of gerookt. De kaas is vooral geschikt om te bakken. 